# لیوان هایبال
لیوان هایبال یک لیوان پایه‌دار است که می‌تواند ۲۴۰ تا ۳۵۰ میلی‌لیتر (۸ تا ۱۲ اونس مایع آمریکایی) را در خود جای دهد. از این نوع لیوان برای سرو کوکتل‌های هایبال و سایر نوشیدنی‌های ترکیبی استفاده می‌شود. یک اندازه نمونه آن قطر ۷ سانتی‌متر (۳ اینچ) و ارتفاع ۱۵ سانتی‌متر (۶ اینچ) است. لیوان هایبال از لیوان اولد فشن (لوبال) بلندتر است، و از لیوان کلینس کوتاه‌تر و پهن‌تر می‌باشد.
در اواخر قرن نوزدهم، قطارهایی که به سمت ایستگاه‌های راه‌آهن حرکت می‌کردند، معمولاً به دنبال یک گوی رنگی متصل به یک تیر بودند تا به مهندسان علامت دهند که مسیر آزاد است. بارمن‌هایی که به کارگران راه‌آهن سرویس می‌دادند، به تدریج نوشیدنی‌های محبوب خود را به نام این علامت «هایبال» نامگذاری کردند. نوشیدنی هایبال، که با ۱٫۵ اونس ویسکی تهیه می‌شد، در یک لیوان بلند پر از یخ سرو می‌شد.

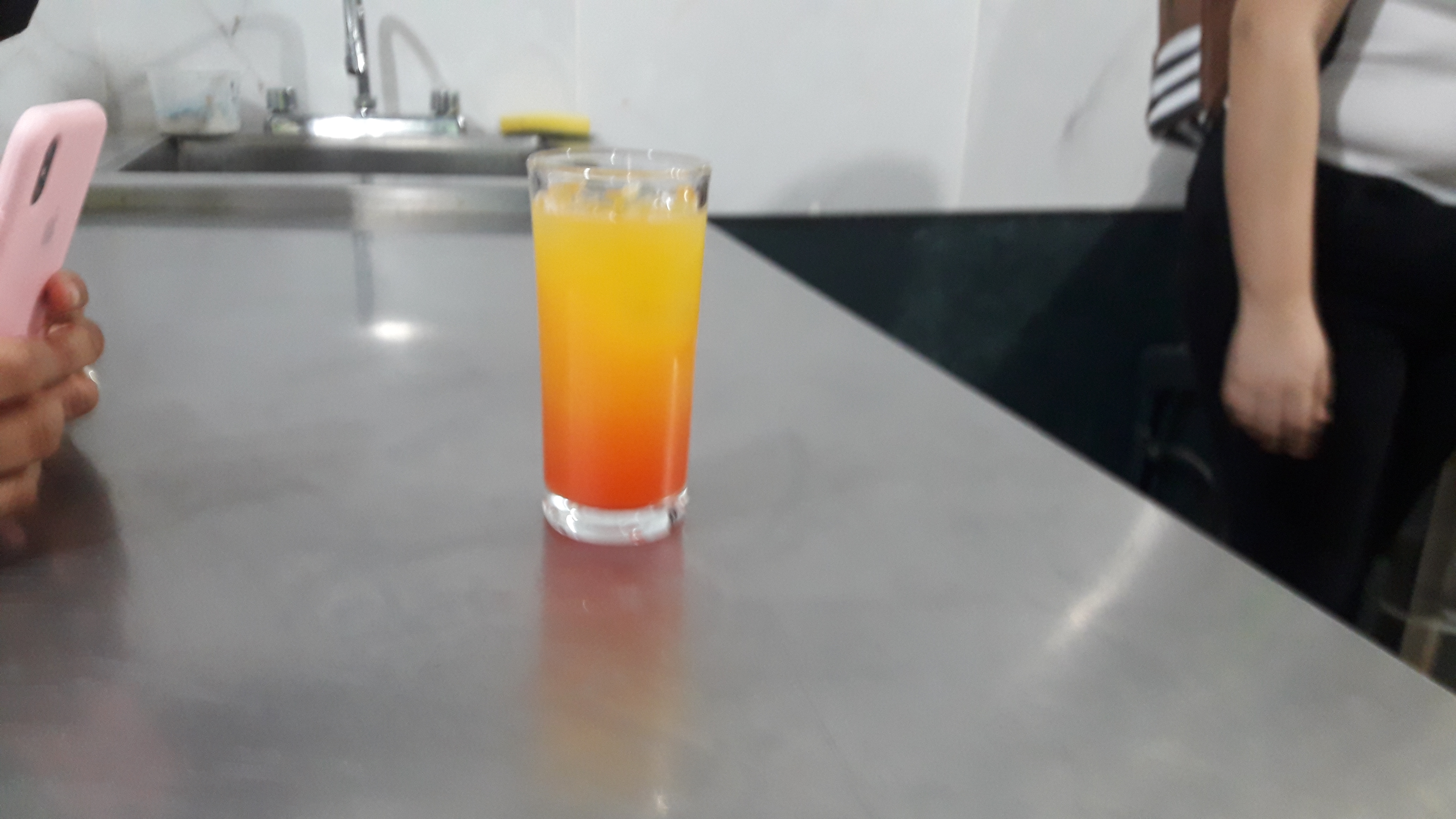
کاکتیل تو هی بول